# Виндхаген
Виндхаген (њем. Windhagen) општина је у њемачкој савезној држави Рајна-Палатинат. Једно је од 62 општинска средишта округа Нојвид. Према процјени из 2010. у општини је живјело 4.312 становника. Посједује регионалну шифру (AGS) 7138077.

## Географски и демографски подаци
Виндхаген се налази у савезној држави Рајна-Палатинат у округу Нојвид. Општина се налази на надморској висини од 290 метара. Површина општине износи 13,1 km². У самом мјесту је, према процјени из 2010. године, живјело 4.312 становника. Просјечна густина становништва износи 329 становника/km².